# Jerry Lewis

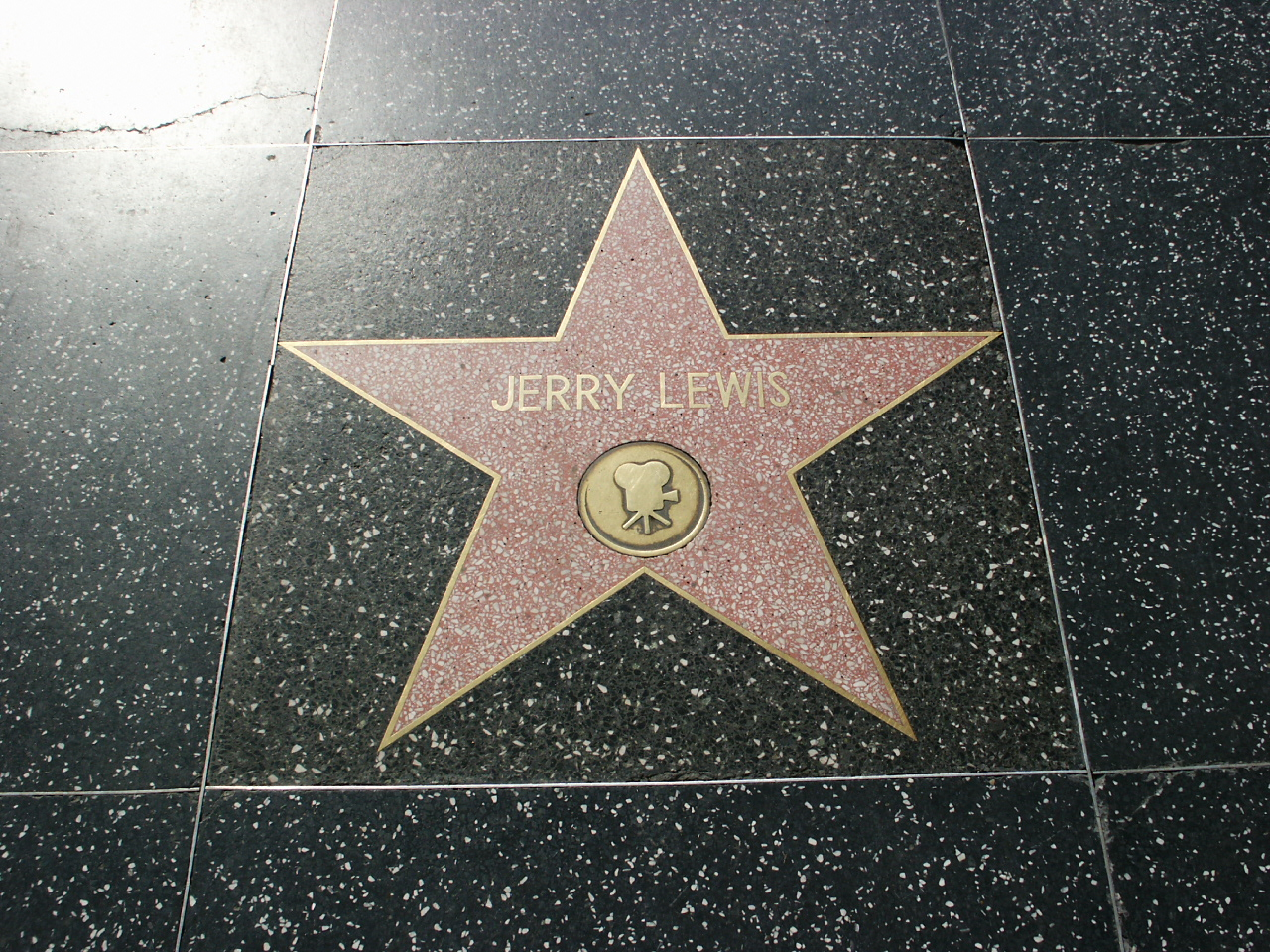
Gwiazda Jerry'ego Lewisa na Hollywoodzkiej Alei Sław

Jerry Lewis, właśc. Jerome Joseph Levitch (ur. 16 marca 1926 w Newark, zm. 20 sierpnia 2017 w Las Vegas) – amerykański komik, aktor, producent filmowy, scenarzysta, reżyser, piosenkarz. Wielokrotnie występował wspólnie z Deanem Martinem, tworząc jeden z najsłynniejszych aktorskich duetów na scenie, w telewizji i filmie. 
8 lutego 1960 otrzymał dwie własne gwiazdy w Alei Gwiazd w Los Angeles znajdujące się przy  6821 Hollywood Boulevard (film) i 6150 Hollywood Blvd. (telewizja). W 1984 został odznaczony Legią Honorową V klasy, a w 2006 Komandorią tego francuskiego orderu.

## Życiorys
Urodził się w Newark w New Jersey w rodzinie artystów wodewilu jako syn Rachael „Rae” Levitch (z domu Brodsky; 1903–1983), pianistki, i Daniela „Danny’ego” Levitcha (1902–1980), ceremoniarza. Uczęszczał do Irvington High School w Irvington.
W 1931, w wieku 12 lat zadebiutował na scenie w komedii. Porzucił szkołę średnią, aby występować w nowojorskich teatrach, programach burleskowych i nocnych klubach. W 1942 opracował procedury komiksowe, przyciągając Irvinga Kaye’a jako menedżera. W 1944 po raz pierwszy spotkał piosenkarza Deana Martina, a dwa lata później (1946) oficjalnie stali się zespołem występującym jako Martin i Lewis. Ich występ składał się ze śpiewu Martina i klaunady Lewisa. Dobrze przyjęte występy w Atlantic City, New Jersey oraz w nocnym klubie Copacabana w Nowym Jorku zaowocowały w 1948 ofertą Paramount.
Ich pierwszy wspólny film, komedia My Friend Irma (1949), ustanowił Martina i Lewisa gwiazdami kasowymi, a kontynuacje My Friend Irma Goes West i At War with the Army (oba z 1950) zakończyły się równie dużym sukcesem. Martin i Lewis stali się najpopularniejszym duetem komediowym dekady i pojawili się w ciągu ośmiu lat w 16 filmach, w tym Scared Stiff (1953), Living It Up (1954), Artists and Models (1955) i Hollywood or Bust (1956). Byli również częstymi gośćmi telewizyjnymi i gospodarzami programu NBC The Colgate Comedy Hour. To właśnie podczas ich pobytu w NBC Lewis rozpoczął długą współpracę z Muscular Dystrofhy Association (MDA).
Przez wiele lat zajmował się działalnością dobroczynną, za którą w 2009 Amerykańska Akademia Filmowa przyznała mu Nagrodę za działalność humanitarną im. Jeana Hersholta.
Zmarł wskutek kardiomiopatii niedokrwiennej w swoim domu w Las Vegas w wieku 91 lat..

## Nagrody
| Rok  | Nagroda                   | Kategoria                                              | Film                                      |
| ---- | ------------------------- | ------------------------------------------------------ | ----------------------------------------- |
| 2005 | Nagroda Satelita          | Nagroda im. Nikoli Tesli                               | –                                         |
| 2006 | Nagroda Satelita          | Znakomita gwiazda gościnna                             | Prawo i porządek: sekcja specjalna (2005) |
| 2009 | Nagroda Akademii Filmowej | Nagroda za działalność humanitarną im. Jeana Hersholta | –                                         |